# Rental Magica
Rental Magica (яп. レンタルマギカ Рэнтару Магика, «Магия напрокат») — лайт-новел, манга и аниме. Автор оригинального сюжета — Макото Санда. В 2007 году лайт-новел было удостоено премии Light Novel Award в категории «Боевик».

## Сюжет
«Астрал» —гильдия магов, предоставляющая различные магические услуги. Важной чертой «Астрала» является объединение в себе представителей разных магических школ. После внезапного исчезновения основателя гильдии Цукасы Ибы, место управляющего перешло к его сыну Ицуки. Главная проблема заключается в том, что Ицука ещё слишком молод, неопытен и мало понимает в управленческом деле, кроме того — он даже не является магом, но ему всё равно предстоит управлять гильдией.

## Список персонажей

### «Астрал»
Ицуки Иба (яп. 伊庭 いつき Иба Ицуки) — наследник гильдии «Астрал», не являющийся волшебником. Носит повязку на одном глазу, так как владеет ясновидением, которому научился в детстве, после того как спас Токасэ Амблер от страшного духа. Использует глаз редко, только когда грозит опасность, потому что это вызывает магическую порчу.
Сэйю: Дзюн Фукуяма, Фуюка Ора (детство)
Хонами Такасэ Амблэр (яп. 穂波・高瀬・アンブラー Хонами Такасэ Амбура:) — волшебница, владеющая магией кельтов. Чаще всего использует ветви омелы. Носит шляпу ведьмы, накидку и летает на метле. Влюблена в шефа. Вечно соперничает с Адалисией — подругой детства. Испытывает чувство вины из-за того, что случилось с Ицуки. Является с Нэкоясики самым сведущим человеком в области магии.
Сэйю: Кана Уэда
Микан Кацураги (яп. 葛城 みかん Кацураги Микан) — волшебница, владеет магией синто. Её поведение соответствует возрасту: несерьёзна, но имеет большую силу по изгнанию злых духов. Любит друзей, ради которых способна пойти на все.
Сэйю: Риэ Кугимия
Рэн Нэкоясики (яп. 猫屋敷 蓮 Нэкоясики Рэн) — оммёдзи. С ним постоянно находятся рядом 4 духа сикигами в кошачьем обличье. Очень умён, хотя иногда слишком помешан на синтоизме. Любовь к кошкам выражается во всем его поведении.
Сэйю: Дзюнъити Сувабэ
Манами Куроха (яп. 黒羽まなみ Куроха Манами) — привидение. Постоянно готовит чай. Может передвигать предметы на расстоянии. Очень добрая и отзывчивая девушка. Её могут видеть лишь маги или не совсем обычные люди такие, как Ицуки.
Сэйю: Сидзука Ито
Сэкирэн (яп. 隻蓮) — эксперт в буддизме.
Сэйю: Кацуюки Кониси

### Магическое общество Гоэтия
Адилисиа Ленн Матхерс (яп. アディリシア・レン・メイザース Адирисиа Рэн Мэйдза:су) — глава общества Гоэтия. Англичанка. Подруга детства Токасы Амблер, хотя они находятся в постоянном соперничестве. Испытывает романтические чувства к Ибе Ицуки.
Сэйю: Микако Такахаси
Освальд Ленн Матхерс (яп. オズワルド・レン・メイザース Одзуварудо Рэн Мэйдза:су) — отец Адэлисии.
Сэйю: Хидэтоси Накамура
Дафна (яп. ダフネ Дафунэ) — старшая сестра Адэлисии, которая и не подозревает о их родстве и относится к девушке как к прислуге.
Сэйю: Юко Каида
Гара (яп. ガラ)
Сэйю: Кэйдзи Фудзивара

### Ассоциация
Кагэдзаки (яп. 影崎)
Сэйю: Дайсукэ Оно
Фин Круда (яп. フィン・クルーダ Фик Куру:да) - Маг Ассоциации, Фин, был послан для расследования возможного Табу, связанного с тем, что Ицуки был спрятан Астралом. Фин встретил Хонами во время её обучения кельтской магии, и они восстановили умирающую кельтскую магию. Фин был очень похож на учителя Хонами. Также он является членом Офиона Темного Мага и, подобно Ицуки, обладает Гламурным Зрением в своих глазах, даром, подаренным ему после возвращения из земли Фей. В качестве подменыша его Гламурное зрение направлено на то, чтобы знать желания других людей, чтобы он мог помочь в их исполнении. В Инциденте Дракона, чтобы выполнить желание Хонами, он распечатал Дракона, с которым связан Ицуки, чтобы использовать его в качестве жертвы на церемонии, которая убрала бы грязь с глаза Гламурного Прицела Ицуки. Действия Фина во время Инцидента Дракона были в конечном итоге сорваны Астралом, и Фин сбежал из Фурубе прежде, чем Ассоциация сможет прибыть. Позже он был пойман в Венеции бабушкой Хонами Хейзел Амблер, где он встретился с Секиреном, и за ним последовал волшебный поединок.
Сэйю: Мамору Мияно

### Семья Кацураги
Судзука Кацураги (яп. 葛城 鈴香 Кацураги Судзука)
Сэйю: Исобэ Масако
Кикё Кацураги (яп. 葛城 桔梗 Кацураги Кикё:)
Сэйю: Риэ Танака
Каори Кацураги (яп. 葛城 香 Кацураги Каори)
Сэйю: Риэ Кугимия
Тацуми Сито (яп. 紫藤 辰巳 Сито: Тацуми)
Сэйю: Кэнта Миякэ

### Другие
Лапис (яп. ラピス Рапису)
Сэйю: Каори Надзука
Диана (яп. ディアナ)
Сэйю: Риса Мидзуно
Кэй Исуруги (яп. 石動 圭 Исуруги Кэй)
Сэйю: Такахиро Сакураи
Сакуя Исуруги (яп. 石動 朔夜 Исуруги Сакуя)
Сэйю: Санаэ Кобаяси
Синоги Минаги (яп. 御凪 鎬 Минаги Синоги)
Сэйю: Акэми Окамура
Мороха Минаги (яп. 御凪 諸刃 Минаги Мороха)
Сэйю: Юмико Кобаяси

## Музыка
Открывающие темы
- «Sora ni Saku» (宇宙(そら)に咲く)

Исполняет: Лиса Коминэ
- «Faith» : серии 7-12,19-21,23

Исполняет: Лиса Коминэ
Закрывающие темы
- «Sora ni Saku» (宇宙(そら)に咲く) : серия 1

Исполняет: Лиса Коминэ
- «Aruite ikou» (歩いていこう。):

Исполняет: Дзюнго Ёсида